# District de Saiha
Le district de Saiha est un district de l'état du Mizoram, en Inde.

## Géographie
Au recensement de 2011, sa population compte 56 574 habitants.
Son chef-lieu est la ville de Saiha. 